# 長崎市立福田中学校
長崎市立福田中学校（ながさきしりつ ふくだちゅうがっこう、Nagasaki City Fukuda Junior High School）は、長崎県長崎市福田本町にある公立中学校。略称「福田中」（ふくだちゅう）。

## 概要
歴史
1947年（昭和22年）の学制改革（六・三制の実施）により、新制中学校として開校した。2012年（平成24年）に創立65周年を迎えた。
校章
「福」と「中」の文字を組み合わせたデザインとなっている。
校歌
歌詞は3番まであり、各番とも校名の「福田」が登場する。
校区
長崎市立福田小学校区。

## 沿革
- 1947年（昭和22年）4月1日 - 学制改革（六・三制の実施）が行われる。
  - 福田村の国民学校2校の高等科が改組され、新制中学校2校が発足する。
    - 福田国民学校の高等科が改組され、「福田村立福田中学校」が発足し、同時に発足した福田村立福田小学校に併設される。
    - 手熊国民学校の高等科が改組され、「福田村立手熊中学校」が発足し、同時に発足した福田村立手熊小学校に併設される。
- 1948年（昭和23年）4月8日 - 小江町移築起工式を挙行。
- 1949年（昭和24年）9月1日 - 新校舎が完成。福田村の中学校2校（福田・手熊）が統合され、「福田村立福田中学校」となる。
- 1950年（昭和25年）
  - 5月7日 - 育友会（PTA）が発足。
  - 7月17日 - 校章を制定。
- 1955年（昭和30年）
  - 1月1日 - 福田村が長崎市に編入されたことにより、「長崎市立福田中学校」（現校名）に改称。
  - 1月24日 - 校歌を制定。
  - 3月8日 - 校旗を制定。
- 1963年（昭和38年）9月1日 - 埋め立てにより運動場を拡張。
- 1975年（昭和50年）
  - 3月31日 - 新校舎（第1期工事）が完成。
  - 8月15日 - 同窓会が発足。
- 1976年（昭和51年）
  - 3月 - 新校舎（第2期工事）が完成。
  - 5月11日 - 鉄筋コンクリート造4階建ての新校舎（第3期工事）が完成。
  - 5月29日 - 現在地に移転を完了。
- 1979年（昭和54年）3月22日 - 体育館が完成。
- 1981年（昭和56年）3月29日 - プールが完成。
- 1982年（昭和57年）3月31日 - 技術科棟が完成。
- 1983年（昭和58年）3月31日 - 長崎市立小江原中学校新設により校区を変更し、手熊小学校区の生徒を小江原中学校に移す。
- 1993年（平成5年）3月15日 - 柔剣道場が完成。
- 2009年（平成21年）8月28日 - 洋式トイレを設置。

## アクセス
最寄りのバス停
- 長崎バス 「福田サンセットマリーナ」

最寄りの国道・県道
- 国道202号

## 周辺
- 長崎市立福田小学校
- 長崎サンセットマリーナ

## 関連事項
- 長崎県中学校一覧